# Pontremoli
Pontremoli là một đô thị và thị xã của Ý. Đô thị này thuộc tỉnh Massa-Carrara trong vùng Toscana. Pontremoli có diện tích 182 km2, dân số theo ước tính 31 tháng 5 năm 2007 của Viện thống kê quốc gia Ý là 7942 người. 
Các đơn vị dân cư:
Đô thị Pontremoli giáp với các đô thị: